# Phacochère commun
Phacochoerus africanus
Espèce
Statut de conservation UICN

 LC  : Préoccupation mineure
Le Phacochère commun, ou Phacochère d'Afrique, (Phacochoerus africanus) est une espèce de mammifères de la famille des Suidae. Il s'agit de l'une des deux espèces de phacochères. On le trouve dans une grande partie de l’Afrique subsaharienne, habitant les prairies, les savanes et les forêts.

## Liste des sous-espèces
Selon Mammal Species of the World (version 3, 2005)  (5 octobre 2020) :
- sous-espèce Phacochoerus africanus aeliani Cretzschmar, 1828
- sous-espèce Phacochoerus africanus africanus (Gmelin, 1788)
- sous-espèce Phacochoerus africanus massaicus Lönnberg, 1908
- sous-espèce Phacochoerus africanus sundevallii Lönnberg, 1908